# Systema Vegetabilium
Systema Vegetabilium, (abreujat Syst. Veg.), és un llibre amb descripcions botàniques escrit conjuntament per Josef August Schultes pare del botànic Julius Hermann Schultes (1804-1840), que participa, amb Johann Jacob Roemer (1763-1819) i els seus fills en la realització de la setena edició del Systema Vegetabilium. Va ser editat en 7 volums en els anys 1817-1830, amb el següent nom Caroli a Linné ... Systema vegetabilium: secundum classes, ordines, genera, species. Cum characteribus differentiis et synonymis. Editio nova, speciebus inde ab editione XV. Detectis aucta et locupletata. Stuttgardtiae

## Volums
- Núm. 1: gener-juny de 1817;
- Núm. 2: novembre de 1817;¹
- Núm. 3: juliol de 1818;
- Núm. 4: gener-juny del 1819;
- Núm. 5: finals de 1819 o principis de 1820; per J. A. Schultes
- Núm. 6: agost-desembre de 1820; per J. A. Schultes
- Núm. 7(1): 1829; per J. A. & J. H. Schultes;
- Núm. 7(2): finals de 1830